# Revuelto de huevo

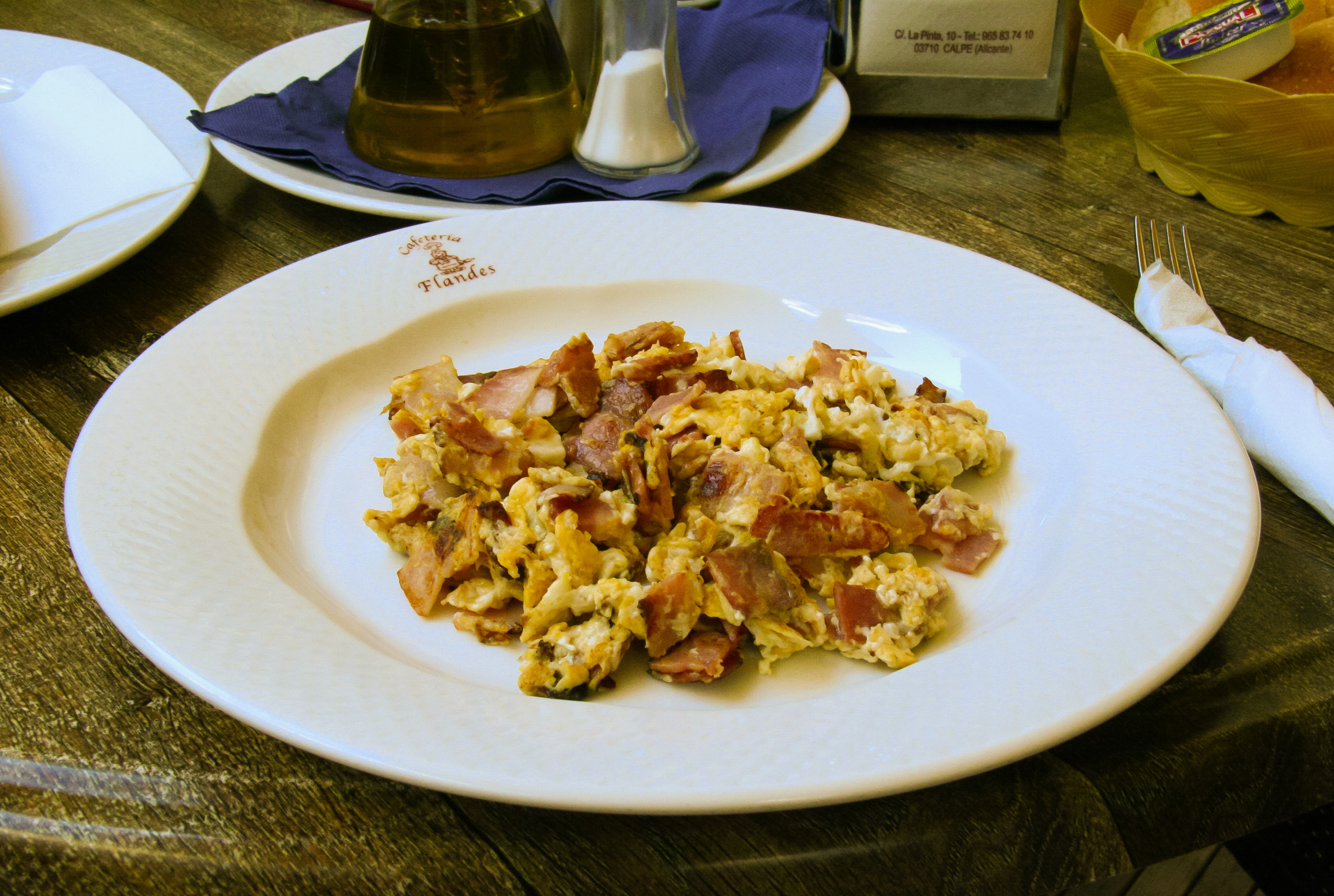
Revuelto con tocino

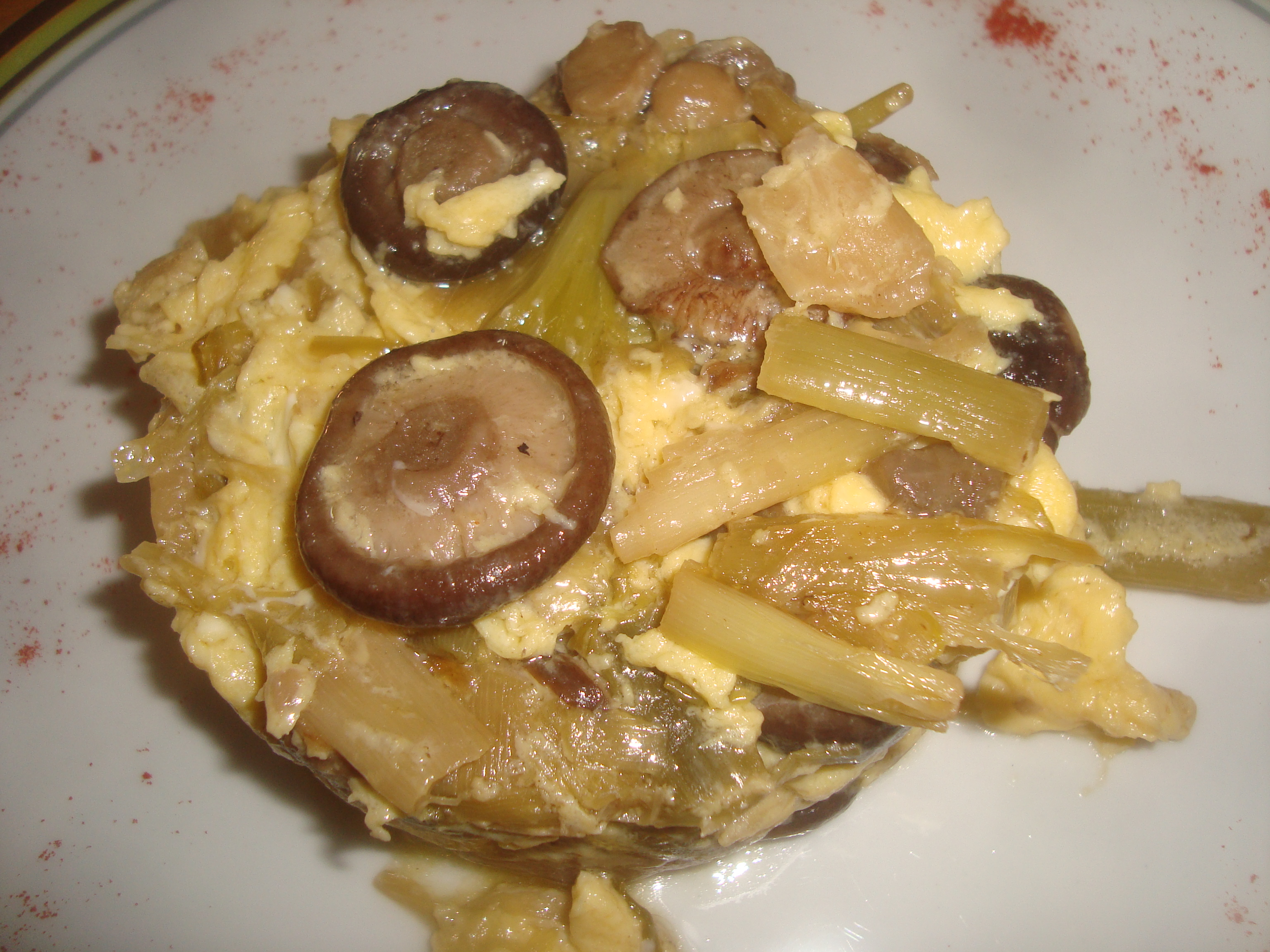
Revuelto de setas y ajos tiernos.

El revuelto de huevo o huevos revueltos es un plato hecho con huevos de gallina ligeramente batidos y cocinado en una sartén con aceite o mantequilla hasta que cuaja y forma grumos. Está considerado uno de los platos más genéricos de la cocina y puede formar parte del desayuno, aunque en algunos países también sea un plato principal.

## Características

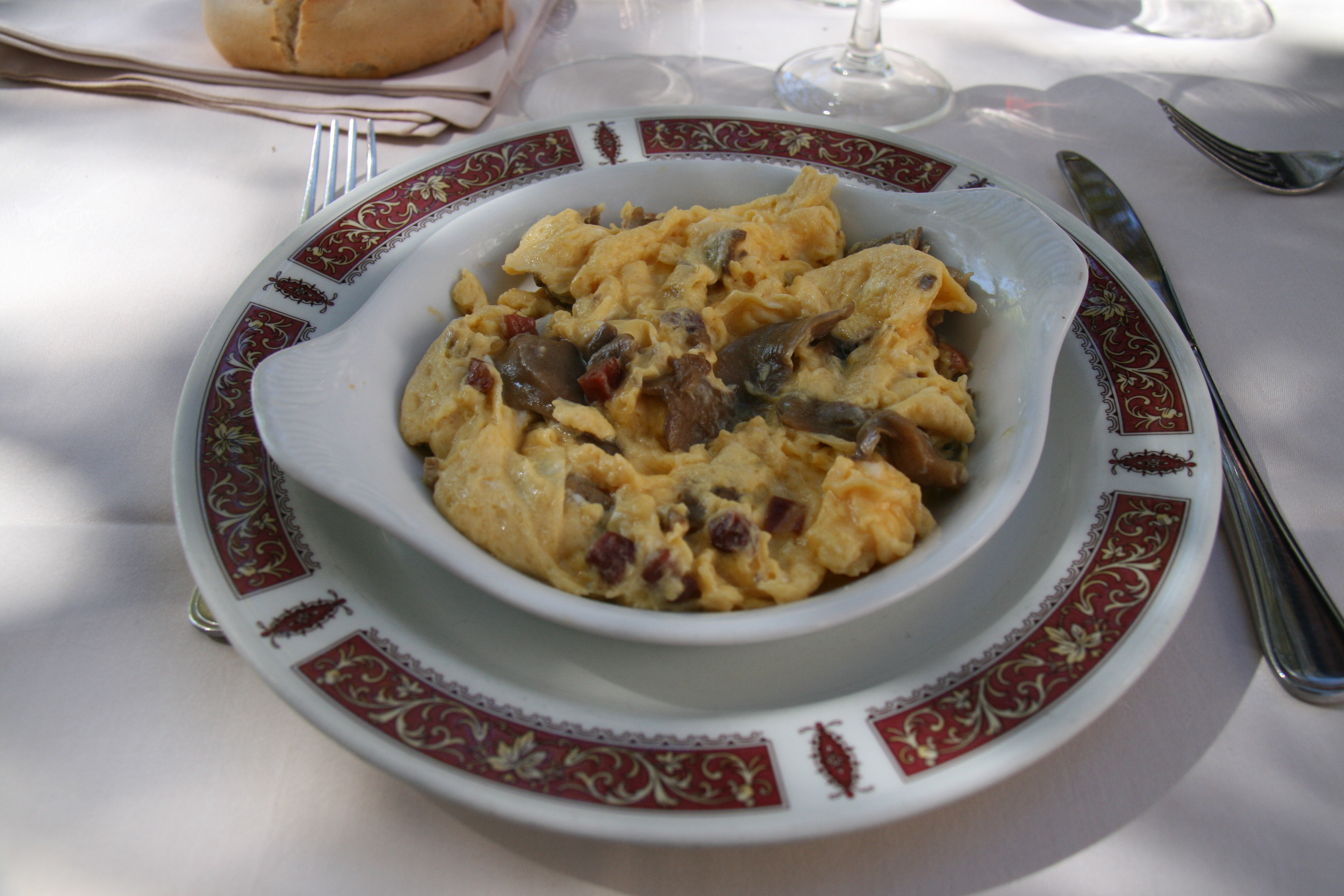
Huevo revuelto con setas

Al batido de huevos pueden agregársele pequeñas tiras de tocino, taquitos de jamón, trozos de queso, vegetales y también nata o leche para que quede más suave.
Cuando se diluye el huevo con otros líquidos, por regla general se aumenta la temperatura a la que cuaja el huevo y esto debe ser tomado en cuenta al hacer un huevo revuelto, la dilucción hace que las distancias de las proteínas se encuentren con más moléculas de agua y es necesario más temperatura para que las moléculas de proteína se ordenen, el azúcar hace crecer la temperatura igualmente. Si consideramos la mezcla de un vaso de leche, azúcar y un huevo al no mezclarse la temperatura de cuajado es cercana a los 70 °C mientras que la mezcla rondará los 78°-80 °C.
La sal y los alimentos ácidos endurecen las proteínas del huevo, debido a que reducen la temperatura de coagulación, pero producen al mismo tiempo una textura más tierna (especialmente más tierna con la adición de ingredientes ácidos). En algunas recetas se empleaba verjus como acidulante, en la cocina marroquí se encuentran platos con huevo revuelto a los que se añade vinagre.

## Variantes

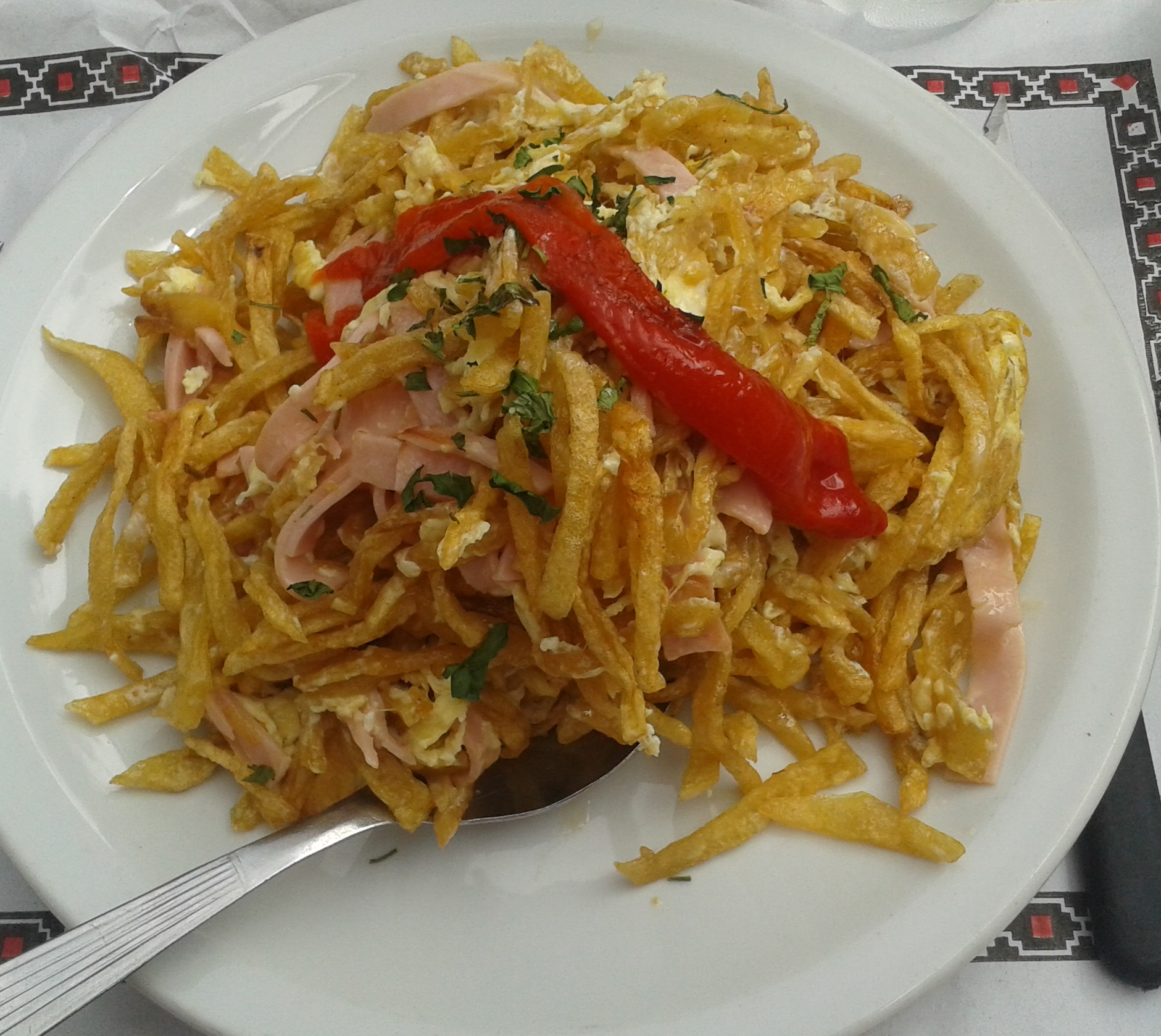
Revuelto gramajo

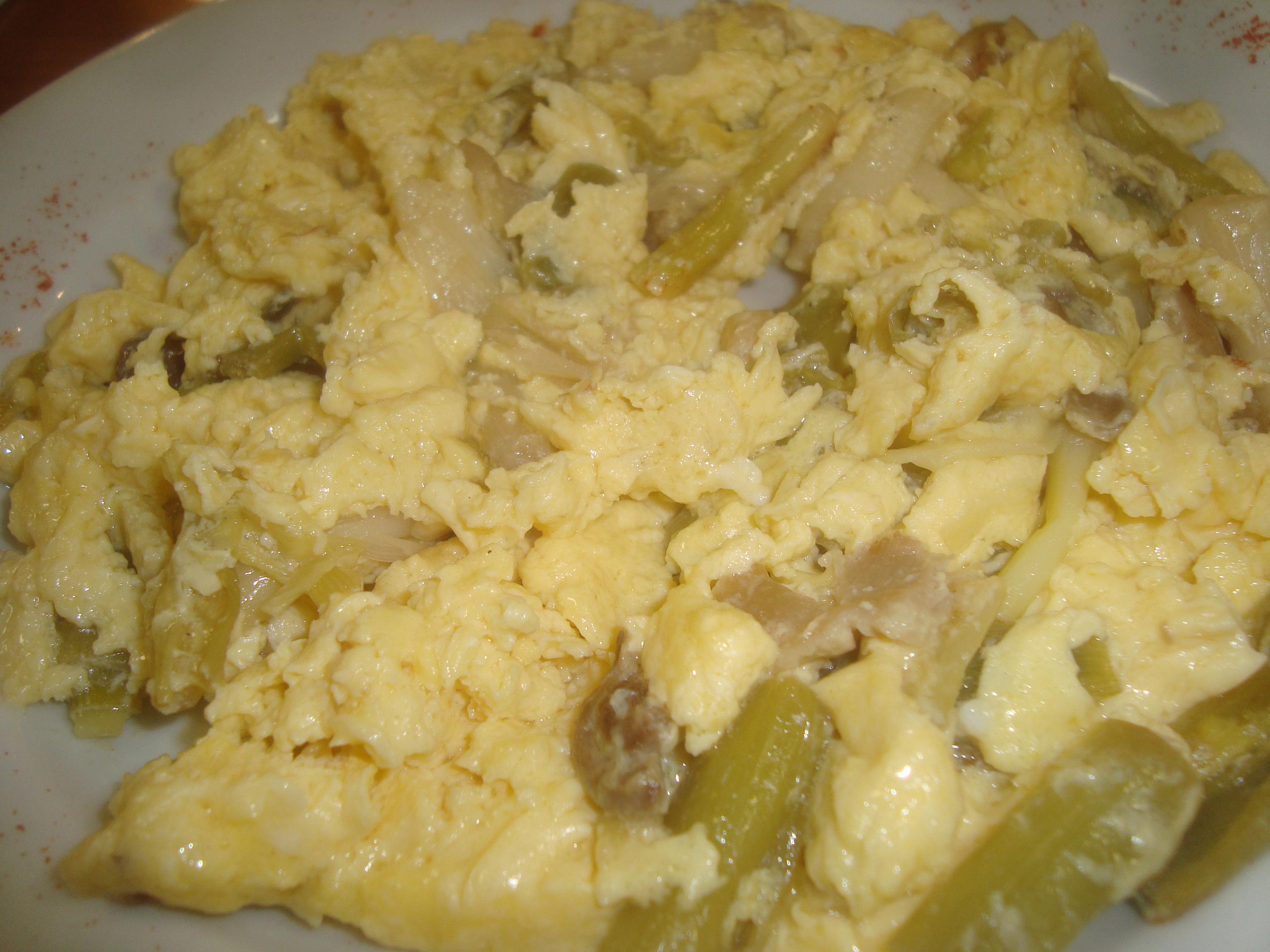
Ración de tapa, revuelto de ajos tiernos y champiñones.

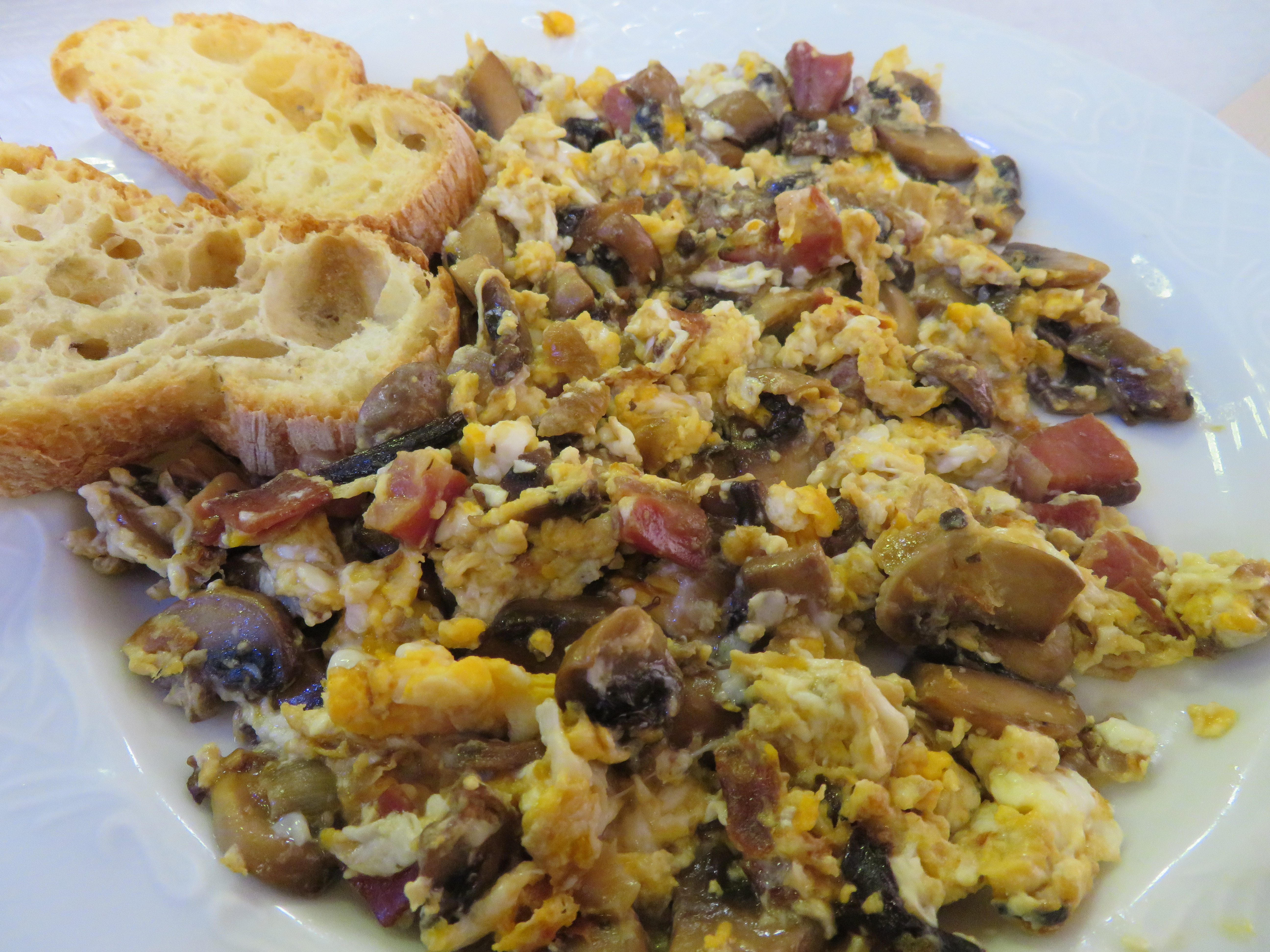
Revuelto de setas y jamón serrano.

Al ser un plato de fácil preparación y que admite numerosas combinaciones, los huevos revueltos están presentes en casi cualquier cocina del mundo. En algunos países como Estados Unidos y Canadá suelen servirse en el desayuno y en Inglaterra forman parte del desayuno inglés, al igual que los huevos con bacon. En la cocina mexicana se encuentran platos como el machaca con huevo. En la cocina escocesa, los scotch woodcock. En España pueden comerse acompañados de espárragos trigeros o con guisantes, gambas o angulas (bien sea la original o un sucedáneo de surimi). También son muy tradicionales los duelos y quebrantos. En Colombia, Panamá, Ecuador y Venezuela, los huevos revueltos preparados con tomate y cebolla cortados en brunoise y sofritos se llaman "huevos pericos", "en perico", "perico", "revoltillo de huevo" (Costa Caribe) o simplemente huevos revueltos. Se come principalmente en el desayuno. En Argentina y Uruguay, existen dos variantes principales, el revuelto gramajo y el revuelto de zapallitos.

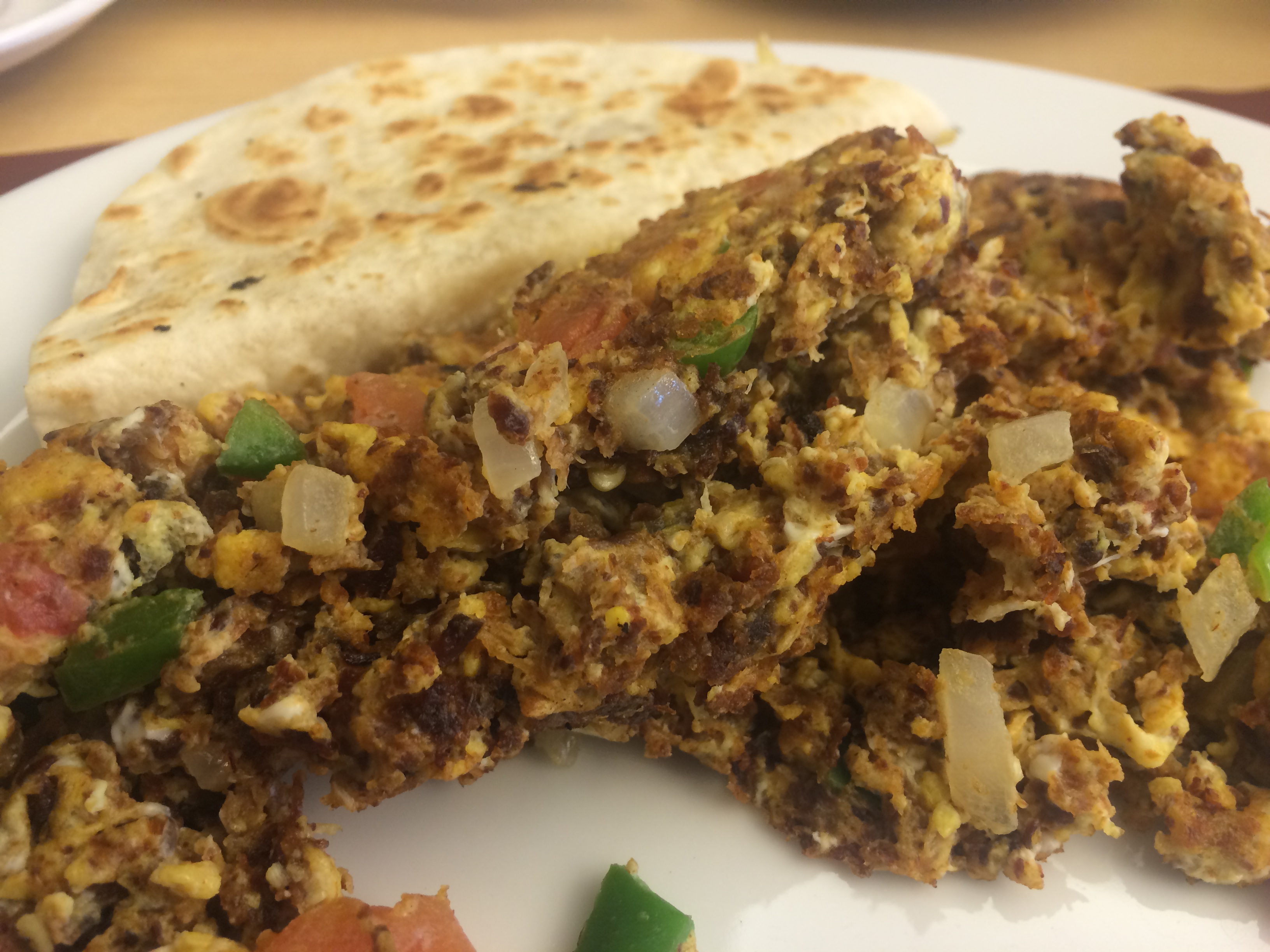
Machacado con huevo en la cocina mexicana